# Prumnopitys ladei
Prumnopitys ladei — вид хвойних рослин родини Подокарпових.

## Опис
Дерева до 25 м у висоту. Кора гладка, червоно-коричнева, лущиться на тонкі луски. Листки сидячі, розташовані по спіралі, але довгасті, 12-16 × 2,5-4 мм, тупі, з жилами на обох поверхнях. Насіння еліптичні, до 25 мм в довжину і 15 мм в діаметрі, пурпурно-чорним, коли зрілий, pruinose

## Поширення, екологія
Країни поширення: Австралія (Квінсленд). Цей рідкісний вид обмежений залишками тропічних лісів, головним чином, на двох горах на північному сході штату Квінсленд. Ці гори є гранітними оголеннями. Висотний діапазон: між 930 м і 1400 м над рівнем моря. У тропічному лісі на цих горах переважають покритонасінні з розсіяними подокарповими: Podocarpus smithii, Prumnopitys ladei і Sundacarpus amarus. Насіння їдять місцеві щурі.

## Використання
Деревина цього виду використовується для будівництва та столярних виробів, але вид занадто рідкісний, щоб мати велику економічну роль. Має потенціал як декоративне дерево, але рідко використовується в цій якості і не може бути присутнім поза ботанічними колекціями.

## Загрози та охорона
Збережені ліси з обох гір зараз частково знаходяться в межах охоронних територій. Вирубки майже напевно скоротили площу житла. Цей вид присутній в двох охоронних територіях.